# Кононенко Максим Олексійович
Максим Олексійович Кононенко (нар. 21 травня 1980, Кіровоград) — український дипломат. Надзвичайний і Повноважний Посол України в Нідерландах (2021—2022). Надзвичайний і Повноважний Посол України в Естонії (2023—2025). Надзвичайний і Повноважний Посланник другого класу (2023).

## Біографія
Народився 21 травня 1980 року у місті Кропивницький. Дитинство пройшло у Києві. Навчався у середній школі № 25, яку закінчив у 1997 році з відзнакою.
Займався літературною діяльністю: у 1996—1997 роках видав кілька збірок поезій. Був позаштатним кореспондентом тижневика «Дзеркало тижня», відділ «Культура».
У 2002 році закінчив Навчально-науковий інститут міжнародних відносин Київського національного університету імені Тараса Шевченка, кафедра міжнародного права, за спеціальністю «Міжнародне право», кваліфікація «юрист-міжнародник, перекладач з французької мови». Вільно володіє французькою, англійською та російською мовами.
Після завершення навчання вступив на державну службу. Розпочав кар'єру державного службовця на посаді консультанта Управління зовнішньополітичних проблем національної безпеки Апарату Ради національної безпеки і оборони України. Займався політичною аналітикою. Відповідав за відносини із стратегічними партнерами України — США і РФ, розвиток співпраці з ЄС і НАТО, переговорні процеси з питань державних кордонів. Був членом делегації України на переговорах з Румунією щодо підготовки Договору про режим українсько-румунського державного кордону, співробітництво та взаємну допомогу з прикордонних питань, який було підписано 17 червня 2003 року.
До системи органів дипломатичної служби перейшов у лютому 2004 року. Працював на посаді третього, потім другого секретаря відділу державних кордонів Договірно-правового департаменту Міністерства закордонних справ України. Був членом делегації України на переговорах з Румунією щодо розмежування морських просторів у Чорному морі, а після подання Румунією позову до Міжнародного Суду ООН увійшов до складу юридичної команди, яка захищала інтереси України у цій судовій інстанції під час розгляду справи «Делімітація морських просторів у Чорному морі» (Румунія проти України). Працював юрисконсультом у цій справі протягом п'яти років.
У 2005 році — виконувач обов'язків начальника відділу державних кордонів договірно-правового управління МЗС України, член делегації Кабінету Міністрів України для проведення переговорів щодо підготовки проєкту Угоди між Кабінетом Міністрів України і Урядом Республіки Білорусь про діяльність прикордонних уповноважених.
У 2006—2010 — Перший секретар з консульсько-правових питань Посольства України у Франції (м. Париж). Відповідав за весь юридичний блок питань, пов'язаних з роботою Посольства.
У 2010—2012 роках працював у Департаменті менеджменту персоналу. Опікувався реформуванням Дипломатичної академії України та системи підвищення кваліфікації працівників державних органів у сфері зовнішніх зносин.
У 2012—2016 — радник з юридичних питань у Постійному представництві України при Раді Європі (м. Страсбург), відповідав за співпрацю і взаємодію з Європейським судом з прав людини, Комісаром Ради Європи з прав людини, Венеціанською комісією. Вів юридичний блок питань, пов'язаних з роботою Комітету міністрів Ради Європи та Парламентською асамблеєю Ради Європи.
З лютого по червень 2016 року виконував обов'язки Постійного представника України при Раді Європи.
У 2016—2018 рр. — Заступник директора — начальник відділу правового оформлення державного кордону Департаменту міжнародного права Міністерства закордонних справ України. До компетенції належали всі питання, пов'язані з делімітацією, демаркацією та перевіркою проходження державного кордону України. Брав участь у переговорному процесі з питань демаркації з Республікою Білорусь і Республікою Молдова.
У 2017—2018 — член Комітету юридичних радників з міжнародного публічного права (Committee of Legal Advisers on Public International Law (CAHDI)) Ради Європи від України.
У 2018—2020 рр. — заступник Директора — начальник відділу аналізу та прогнозування Департаменту Європейського Союзу і НАТО. Опікувався розвитком відносин України з ЄС, виконанням Угоди про асоціацію з ЄС, проєктами міжнародної технічної допомоги в рамках ініціативи ЄС «Східне партнерство», санкційною політикою ЄС стосовно Російської Федерації.
8-9 липня 2020 року представляв МЗС на засіданні Конституційного суду України під час розгляду справи за конституційним поданням 51 народного депутата України щодо конституційності Закону України «Про забезпечення функціонування української мови як державної».
У 2020—2021 рр. — радник-посланник Посольства України у Французькій Республіці. Відповідав за політичну складову відносин України з Францією, забезпечував взаємодію з Міністерством Європи та закордонних справ Франції та іншими органами державної влади, координував роботу дипломатичного та адміністративного персоналу Посольства.
З 13 грудня 2021 до 27 вересня 2022 — Надзвичайний і Повноважний Посол України в Нідерландах.
З 3 березня 2022 до 27 вересня 2022 — Постійний представник України при Організації по забороні хімічної зброї за сумісництвом.
З 17 березня 2023 по 21 липня 2025 року — Надзвичайний і Повноважний Посол України в Естонській Республіці.

## Наукові публікації
Микола Точицький, Максим Кононенко. Венеціанське дзеркало кримського референдуму: від висновку Венеціанської комісії до консультативного висновку Міжнародного суду ООН // УКРАЇНСЬКИЙ ЧАСОПИС МІЖНАРОДНОГО ПРАВА № 4/2014

## Відзнаки
- Почесна грамота МЗС (07.2003 р.)
- Нагрудний знак МЗС «За сумлінну службу» (20.08.2021 р.)

## Родина
Одружений, має сина 2005 р.н.